# Loqui
Els loquis són unes pèrdues en forma de fluix per la vagina que provenen de la cicatriu de la placenta. Aquestes, s'inicien després del part i duren de tres a sis setmanes durant el postpart. L'aspecte dels loquis canvia al llarg del temps. Els primers dies es presenta com un fluix completament sangnolent, de color vermell, després es torna serosangnolent, i esdevé, cap al final, serós.

## Tipus
El loqui va canviant d'aspecte amb el pas dels dies. Aquest procés es desencadena en tres etapes que coincideixen amb els canvis físics del loqui.
Primerament, es presenta la loquia rubra. Aquesta és la primera descàrrega, de color vermell a causa de la gran quantitat de sangque conté. En general no dura més de 3 a 5 dies després del naixement.
En segon lloc, el loqui es torna de color marró o rosat. Anomenat loqui serós, ja que, conté exsudat serós, eritròcits, leucòcits i moc cervical. Aquesta etapa continua fins al voltant del desè dia després del part. Si la loquis serosa persisteix setmanes després del naixement pot indicar hemorràgia postpart tardana i s'hauria de consultar als professionals sanitaris.
Finalment, la loqui alba es presenta com una secreció purulenta de color blanquinós o groguenc-blanc. Generalment, dura des de la segona fins a la tercera o sisena setmana després del part. Conté menys glòbuls vermells i està composta, principalment, de leucòcits, cèl·lules epitelials, colesterol, greix i mucositat.
El loquis no han de fer mai mala olor. Si conté pus o fan mala olor cal anar immediatament al metge, ja que, sobretot si s'acompanyada d'altres simptomatologia com dolor abdominal o febre,pot indicar una infecció o endometriosi postpart, que caldrà tractar amb antibiòtics. No sempre significa que hi hagi algun problema greu. Sempre s'ha de consultar als professionals sanitaris.

## Recomanacions
Per a un bon drenatge dels loquis és convenient començar a caminar tan bon punt sigui possible. Durant les pèrdues de loquis és recomanable una bona higiene diària (dutxa i bidet) i evitar els tampons per a evitar possibles infeccions.